# Kostensatz
Ein Kostensatz (auch Verrechnungssatz) ist in der Betriebswirtschaftslehre und speziell in der Kostenrechnung eine betriebswirtschaftliche Kennzahl, bei der eine Kostenart einem bestimmten Bezugswert gegenübergestellt wird.

## Allgemeines
Der Kostensatz ist eine betriebsinterne Kennzahl und dient zur Steuerung und Planung der Gesamtkosten über alle betriebliche Funktionen hinweg einschließlich der Investitionsausgaben und bewertet den Verzehr der Umsatzerlöse durch Kosten.

## Berechnung
Der Kostensatz {\displaystyle K_{s}} wird errechnet durch eine Gegenüberstellung der jeweiligen Kostenart in Geldeinheiten {\displaystyle K} mit einem Bezugswert wie Arbeitsstunden {\displaystyle h} oder Verkaufsfläche {\displaystyle m^{2}}:
{\displaystyle K_{s}={\frac {\text{K}}{\text{h}}}} oder
{\displaystyle K_{s}={\frac {\text{K}}{\text{m²}}}}.
In Zahlen ausgedrückt betragen die Kostensätze bei Personalkosten von beispielsweise 3 Millionen Euro jährlich oder 1704 Euro pro Arbeitsstunde (bei 200 Arbeitstagen) oder 750 Euro pro m² Verkaufsfläche (bei 4000 m² gesamter Verkaufsfläche).   
Bezogen auf eine bestimmte Kostenstelle {\displaystyle KS} und deren Gesamtkosten {\displaystyle GK} errechnet sich der Kostensatz durch
{\displaystyle K_{s}={\frac {\text{GK}}{\text{KS}}}}.
| Zu verteilende Kosten           | Möglicher Bezugswert | Kostensatz                 |
| Maschinenstundenkosten          | Stunde (h)           | Geldeinheit/h              |
| Arbeitskosten                   | h                    | Geldeinheit/h              |
| Raumkosten                      | m²                   | Geldeinheit/m²             |
| Telefonkosten (fixe Kosten)     | Telefonapparate      | Geldeinheit/Telefonapparat |
| Telefonkosten (variable Kosten) | Telefoneinheiten     | Geldeinheit/Telefoneinheit |

## Arten
Zur Verrechnung wird in der Regel ein Kostensatz verwendet, der aus einer Plankostenrechnung für das laufende Geschäftsjahr oder aus durchschnittlichen Istkosten und -mengen von vergangenen Geschäftsjahren ermittelt wird (Normalkostenrechnung). Dieser Kostensatz wird dann als Standard-Kostensatz vorgegeben.
Bei der Verrechnung zum Standard-Kostensatz treten auf der Kostenstelle Abweichungen (Kostenüberdeckung, Kostenunterdeckung) auf. Diese können analysiert und in eine Kostensatzabweichung und eine Mengenabweichung aufgespalten werden.
Alternativ oder zusätzlich kann der Ist-Kostensatz aus Istkosten und -mengen der laufenden Rechnungsperiode ermittelt werden. Dieser Kostensatz sorgt für eine vollständige Verrechnung. Er unterliegt jedoch aufgrund der kurzfristigen Variabilität von Istkosten und -mengen größeren Schwankungen und führt so in nachgelagerten Rechnungen (z. B. Deckungsbeitragsanalyse in der Ergebnisrechnung) zu Verzerrungen.

## Verwendung
Kostensätze werden sowohl in der Kostenstellenrechnung als auch in der Kostenträgerstückrechnung verwendet.
Die Kostenstellenrechnung weist Kostensätzen zwei Funktionen zu. Einerseits werden die Kostenstellengemeinkosten, die den verschiedenen nicht direkt zurechenbar sind, mit Hilfe von Kostensätzen auf die Kostenstellen verteilt. Andererseits dienen die Kostensätze in der innerbetrieblichen Leistungsrechnung der Verrechnung innerbetrieblicher Güter zwischen verschiedenen Kostenstellen eines Unternehmens. In der Kostenträgerstückrechnung werden auf der Basis von Kostensätzen die Gemeinkosten den absatzbestimmten Kostenträgern angelastet.